# 마르티니 (발레주)
마르티니(프랑스어: Martigny [maʁtiɲi][*]; 독일어: Martinach [ˈmaʁtiːnaːx][*]; 라틴어: Octodurum 옥토두룸[*])는 스위스 발레주의 마르티니구의 수도이다. 471m의 고도에 있으며, 인구는 약 15,000명이다( Martigninerains 또는 "Octoduiens"). 이탈리아, 프랑스, 스위스를 잇는 도로의 교차점이다. 하나의 도로는 그랑 생베르나르 고개를 통해 이탈리아 아오스타로, 다른 하나는 포클라 고개를 넘어 프랑스 샤모니까지이다. 겨울에 마르티니는 베르비에와 같은 인근 알프스 스키 리조트로 유명하다.

## 지리
마르티니는 몽트뢰에서 남동쪽으로 약 33km 떨어진 해발 471m 지점에 위치해 있다. 스위스 알프스 기슭에 있는 론 계곡의 가파른 비탈의 왼편 산기슭에 있으며, 남서쪽으로 흐르는 론강이 북쪽으로 90도 회전하여 (제네바 호수) 방향으로 향하는 지점에 위치한다. 드랑스강은 남쪽 발레 알프스(발리스)에서 마르티니를 통해 흐르고, 론강의 독특하고 거의 직사각형 방향의 변화 직후 왼쪽에서 론강과 합류한다.
2004년 9월 기준, 마르티니의 면적은 32.6k㎡이다. 이 면적 중 31.5%가 농업용으로, 39.8%가 산림이다. 나머지 토지 중 23.3%는 정착지(건물 또는 도로)이고 5.3%는 비생산적인 토지이다.
1964년에 현재의 시정촌은 마르티니-빌과 마르티니-부르크의 합병으로 만들어졌다.
2021년 1월 1일에 이전 시정촌 샤라(Charrat)는 마르티니로 합병되었다.

마르티니 파노라마

## 역사

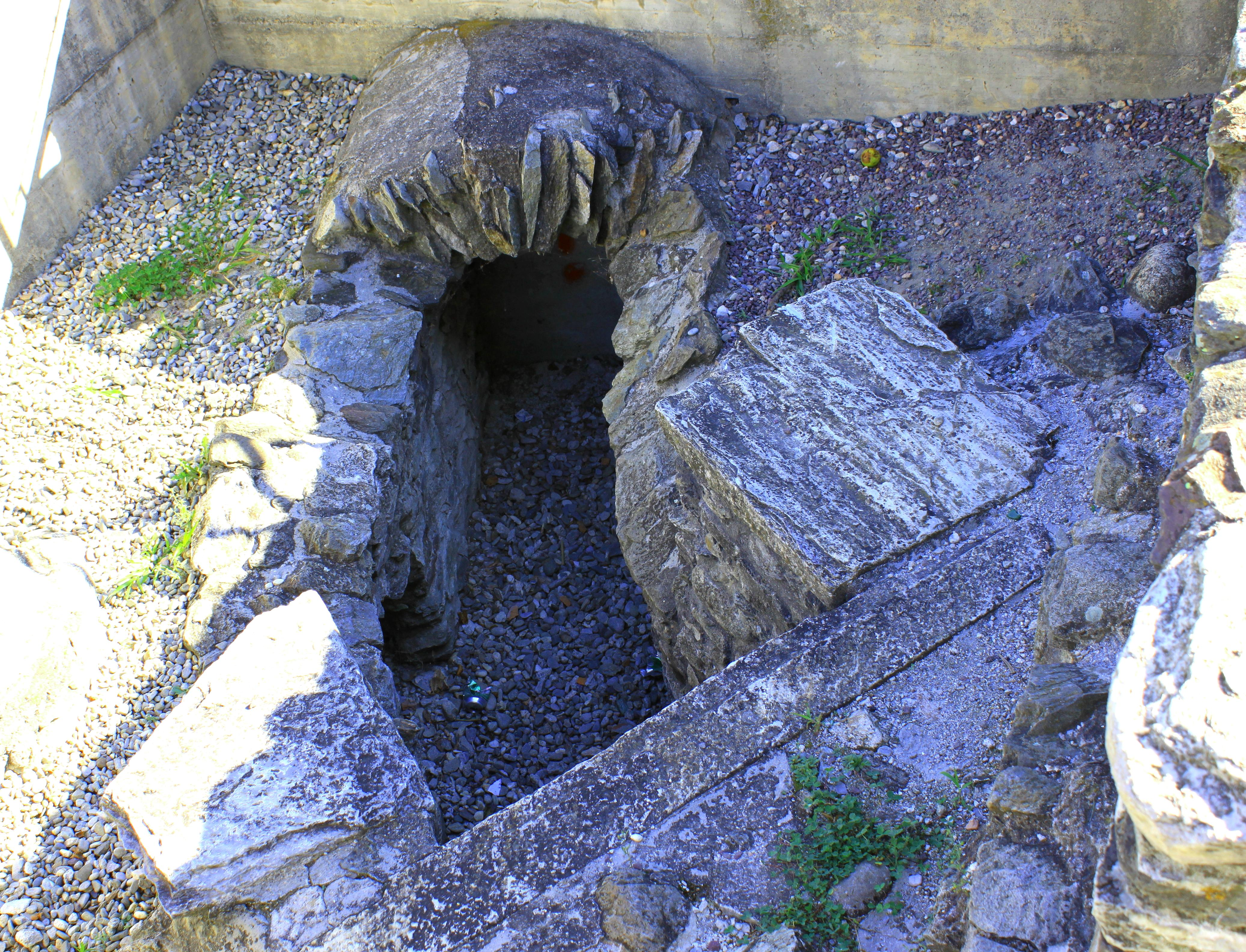
마르티니에 있는 로마의 수도 유적

기원전 1세기에 정착지의 갈리아식 이름은 옥토두루스(Octodurus) 또는 옥토두룸(Octodurum, 마르티니는 때때로 프랑스어로 Octodure라고도 함), 오피둠(Oppidum) 또는 베라그리(Veragri)의 비쿠스였다. 옥토두루스는 기원전 57년에 로마 공화국에 의해 정복되었고, 전략적으로 중요한 포에니누스(지금은 그랑 생베르나르 고개로 알려짐) 통과를 보호하기 위해 12군단과 일부 기병과 함께 세르비우스 갈바가 점령했다. 그 길을 따라, 중상인들은 엄청난 통행료를 지불할 뿐만 아니라 큰 위험을 무릅쓰고 여행하곤 했다. ( BG iii. 1.) 갈바는 지방의 많은 요새를 점령하고, 백성의 항복을 받은 후 낭투아테스(Nantuates) 지방으로 군대를 보냈고, 남은 군대는 옥토두루스에서 겨울을 보내기로 결정했다. 갈바는 도시의 한 부분을 갈리아인들에게 겨울에 보내도록 하고 다른 부분을 그의 군대에 할당했다. 그는 도랑과 성벽으로 요새화를 진행했고, 자신이 안전하다고 생각했다. 그러나 방어태세를 다 갖추거나, 모든 보급품이 진영으로 옮겨지기도 전에 갑자기 갈리아의 공격을 받아 옥토두루스 전투가 벌어졌다. 이 전투에서 로마는 애매한 승리를 거두었다. 로마인들은 갈리아 군대를 30,000명 이상으로 추산했으며, 카이사르는 3분의 1 이상을 괴멸시켰다고 말한다. 그럼에도 불구하고 갈바는 “너무 자주 운을 시험하는 것은 거절”( BG iii. 6)하고, 그 마을을 불태우고 다음 날 속주로 후퇴했다.

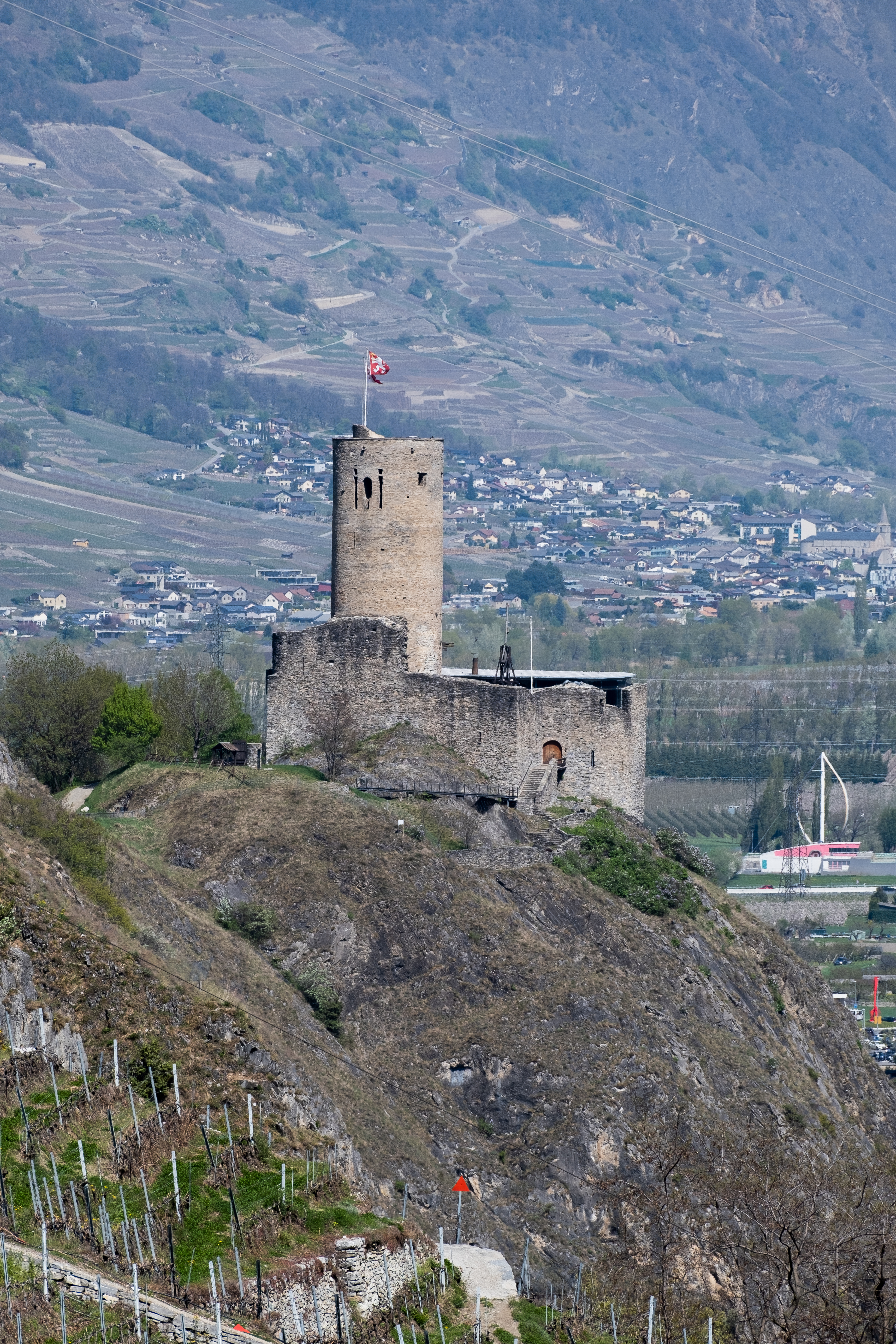
라바티아성

옥토두루스는 나중에 알페스 포에니나에 지방의 일부로 로마 제국에 합병되었다. 대플리니우스(iii. c. 20)는 옥토두렌제스가 라틴 시민권를 받았다고 말한다. 옥토두루스는 다음 수십년 동안 쇠퇴했으며, 41년에서 47년(클라우디우스 통치 기간) 사이에 포룸 클라우디 아우구스티(Forum Claudi Augusti)라는 이름의 새로운 로마 식민지가 나중에 포룸 클라우디 발렌시움(Forum Claudi Valensium)으로 개명되었으며, 거의 계곡의 포에니나 지방의 수도 역할을 하기 위해 설립되었다. 이 마을은 안토니네 여정과 포이팅거 지도에서 나타난다. 노트에서 이 장소는 시비타스 발렌시움 옥토두루스라고 불렸다. 후기에는 포룸 클라우디 발렌시움 옥토듀렌시움(Forum Claudii Vallensium Octodurensium)이라고 불렸던 것이 비문에 나타난다.
주교좌는 4세기에 이곳에 설립되었으며(6세기에 시옹으로 이전), 로마 가톨릭 시옹 교구는 현재 스위스에서 가장 오래된 주교구가 되었다. 옥토두루스의 첫 번째 역사적으로 입증된 주교는 테오둘루스(391년 사망)로 381년 아퀼레이아 공의회에 참석했다. 복원된 로마 원형 극장, 사원, 시민 거주 구역 및 온천탕은 오늘날 마르티니에서 볼 수 있다. 한 권위자는 마르티니에 있는 로마 수로의 유적에 대해 이야기한다. 많은 동전과 로마 시대의 다른 기념물이 그 장소에서 발견되었다.
중세 초기에는 도시에 대한 기록이 없다. 중세 시대에 이 도시는 투르의 마틴을 수호성인으로 삼았고 독일 이름 마르티나흐(Martinach)로 알려지게 되었으며, 1018년 마르티니아쿰(Martiniacum)으로 라틴어화된 형식으로 기록되었다. 대성당은 1177년에 성 마리아에게, 1420년에 노트르담 데 샹에 봉헌되었다. 마르티니는 1351년에 사보이 왕가의 보호를 받았고, 1475년에 생 모리스에게 일곱 십일조로 전달되었다. 지벤 젠덴) 시옹 주교와 베른주와 조약을 맺어 발레 하구를 모두 장악했다. 이 도시는 어느 정도 자치권을 부여받았고, 그 시민들은 신디케이션( 1798년까지 주교단에게 정의가 있기 때문에 판사는 없음)으로 알려진 자신의 지역 관리를 선출할 수 있었다.
마르티니의 경제는 전통적으로 농업과 포도 재배를 기반으로 했다. 도시는 종종 드랑세에 의해 침수되었으며, 1595년과 1818년에 가장 심각했다. 1798년에서 1802년까지, 마르티니는 제국주의적인 발레 공화국의 일부였으며, 그 다음에는 로도닉 공화국의 일부였으며, 이 공화국은 1810년에서 1814년까지 프랑스로 넘어갔다. 발레주는 1815년에 스위스로 넘어갔다.
1840년대에 마르티니는 자유주의-급진적 "젊은 스위스"와 보수적인 "구스위스" 운동 사이의 대결 무대였으며, 1844년 5월 21일 마을에서 몇 킬로미터 떨어진 트리앙(Trient)에서 일어난 전투로 절정에 달했다. 도시는 1830년대 마르티니빌, 샤라, 마르티니-부르크 및 마르티니-콤베와 같은 독립적인 지자체로 분할되었다. 라베티아(La Bâtiaz)와 트리앙은 각각 1845년과 1899년에 마르티니-콤베에서 더 분할되었다. 이러한 행정적 분열은 20세기에 반전되어 1956년에 마르티니빌과 라베티아, 1964년에 마르티니-부르크가 다시 합쳐졌다.
마르티니는 1878년 심플론 철도와 연결되었고, 1906년에는 별도의 기차역이 건설되었다. 1981년 A9의 그랑 생베르나르 터널의 출구가 완공되면서 스위스 고속도로 시스템과 연결되었다. 마르티니의 인구는 1850년에 2,545명, 1900년에 3,550명, 1950년에 5,915명이었다.

## 인구통계

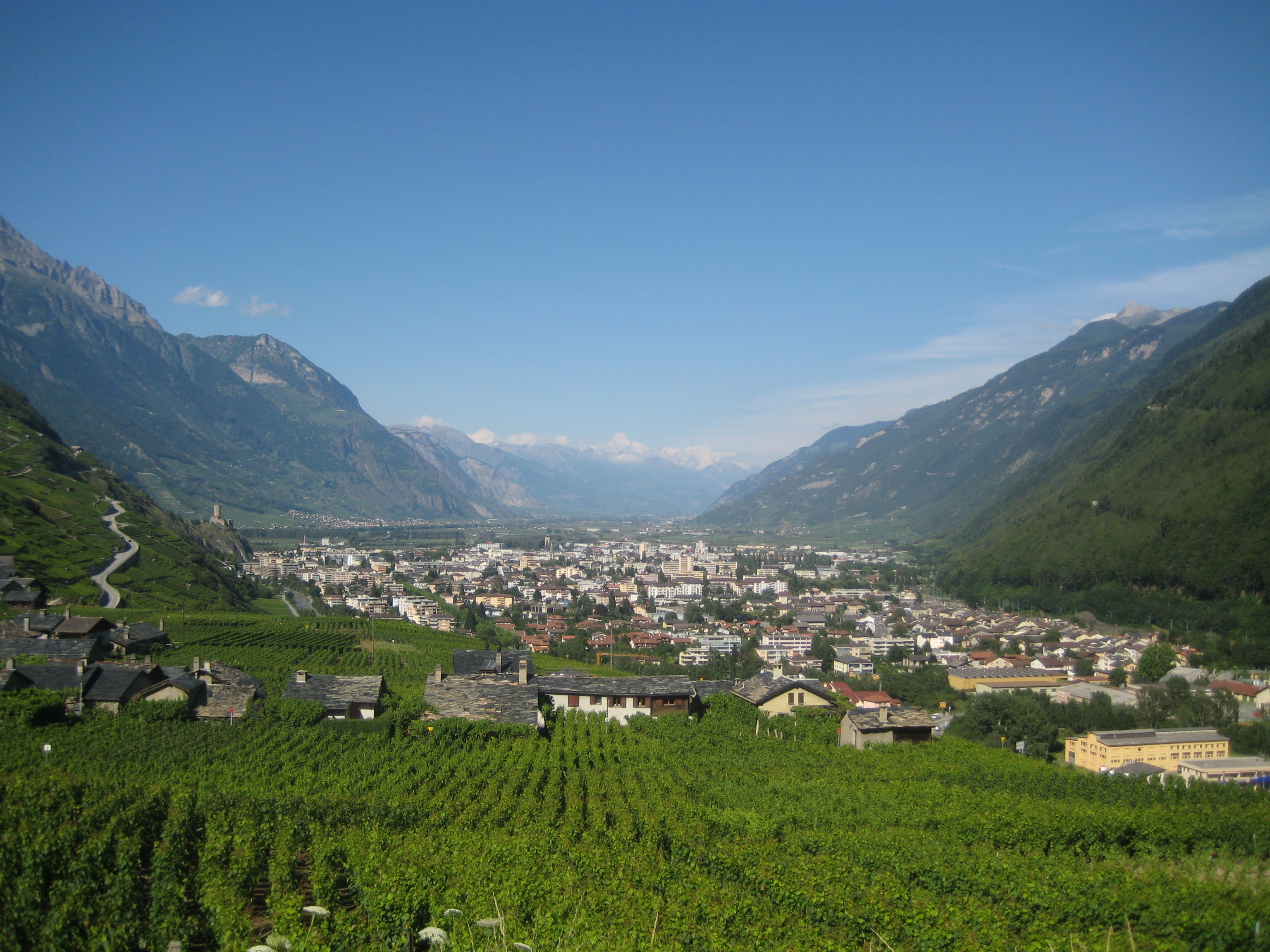
마르티니와 주변 들판

2020년 12월 기준, 마르티니의 인구는 18,291명이다. 2008년 기준으로 인구의 30.6%가 거주하는 외국인이다. 2000-2010년 동안 인구는 13.1%의 비율로 증가했다. 이주로 인해 6.7%의 비율로, 출생 및 사망으로 인해 3.5%의 비율로 변경되었다.
2000년 기준, 인구 대부분인 12,227명(85.1%)이 프랑스어를 모국어로 사용하고, 포르투갈어가 602명(4.2%)으로 두 번째로 많이 사용하고, 이탈리아어가 세 번째(597 또는 4.2%)로 사용된다. 독일어를 할 줄 아는 사람은 227명, 로만슈어를 할 줄 아는 사람은 9명이다.
2008년 기준으로 인구의 성별 분포는 남성 48.7%, 여성 51.3%이다. 인구는 5,114명의 스위스 남성(인구의 32.4%)과 2,566명(16.3%)의 비스위스계 남성으로 구성되었다. 스위스 여성은 5,830명(37.0%), 비스위스계 여성은 2,268명(14.4%)이었다. 지자체의 인구 중 5,162명(약 35.9%)이 2000년에 마르티니에서 태어나 그곳에 살았다. 같은 주에서 태어난 3,554명(24.7%)이 있었고, 스위스 다른 곳에서 태어난 1,439명(10.0%)이 있었다. 3,694명(25.7%)이 스위스 이외의 지역에서 태어났다.
인구의 연령분포(2000년 기준)는 아동·청소년(0~19세)이 전체 인구의 23.8%, 성인(20~64세)이 61.3%, 노인(64세 이상)이) 14.8%를 차지한다.
2000년 기준으로 시정촌에 미혼이거나 독신인 사람은 5,918명이다. 기혼자는 6,723명, 미망인은 922명, 이혼한 사람은 798명이었다.
2000년 기준으로 시정촌의 민간가구는 6,001호로 가구당 평균 2.3명이다. 1인 가구는 2,211가구, 5인 이상 가구는 385가구였다. 2000 년에는 총 5,766가구(전체의 84.4%)가 상설 임대되었고, 900가구(13.2%)는 계절적 임대, 168가구(2.5%)는 공실이었다. 2009년 기준 신규주택 건설률은 인구 1,000명당 6.2세대이다. 2010년 시정촌 공실률은 2.72%였다.
역사적 인구는 다음 차트에 나와 있다.

## 국가중요문화재
발레 영화 센터, 라베티아성, 3개의 박물관(갈로-로마 박물관, 자동차 박물관, 피에르 지아나다 재단) 및 로마 시대 도시는 국가적으로 중요한 스위스 문화 유산으로 등록되어 있다. 마르티니빌 전체 마을과 마르티니-부르크의 작은 마을은 스위스 유산 목록의 일부이다.

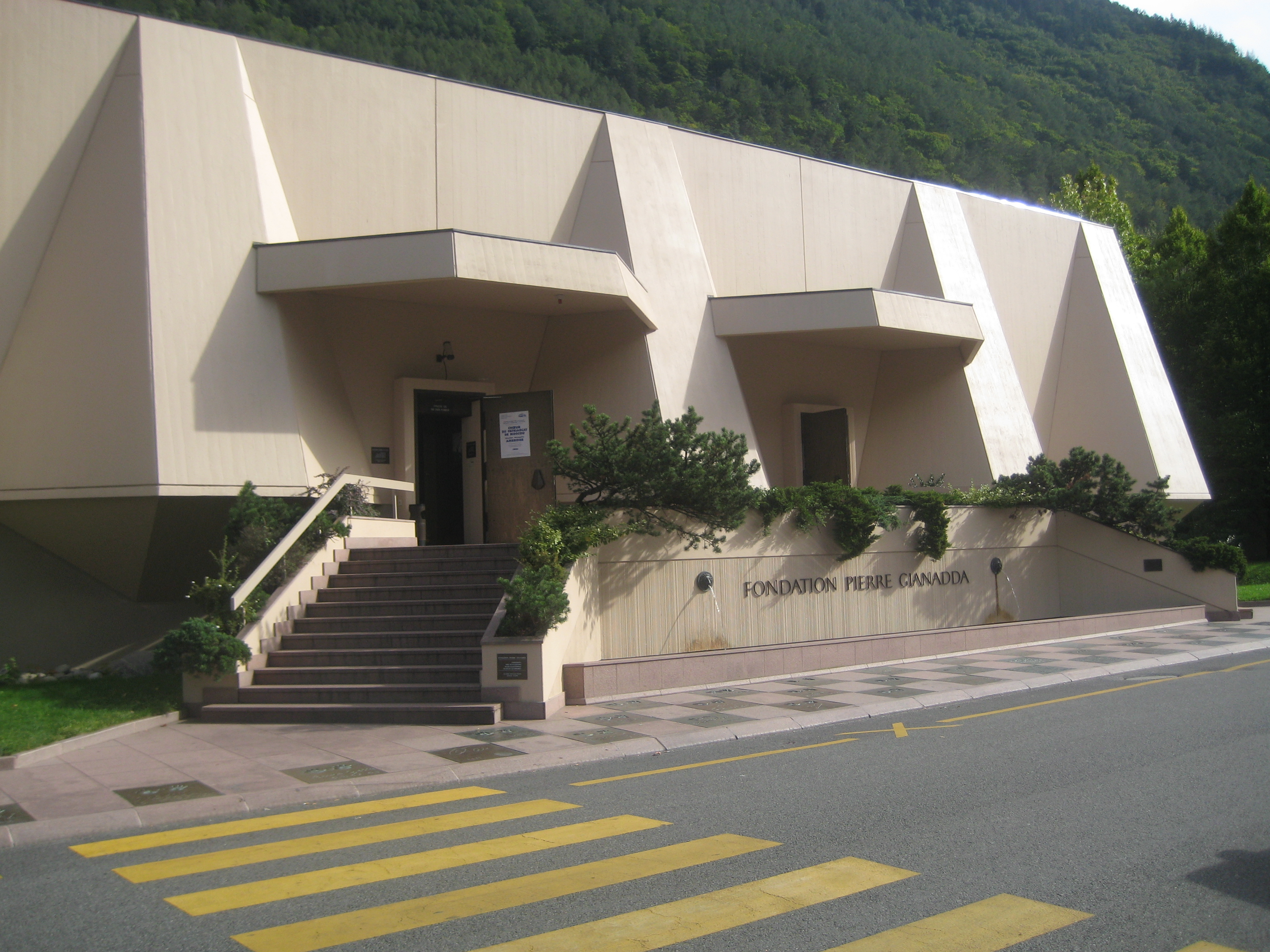
지아나다 재단
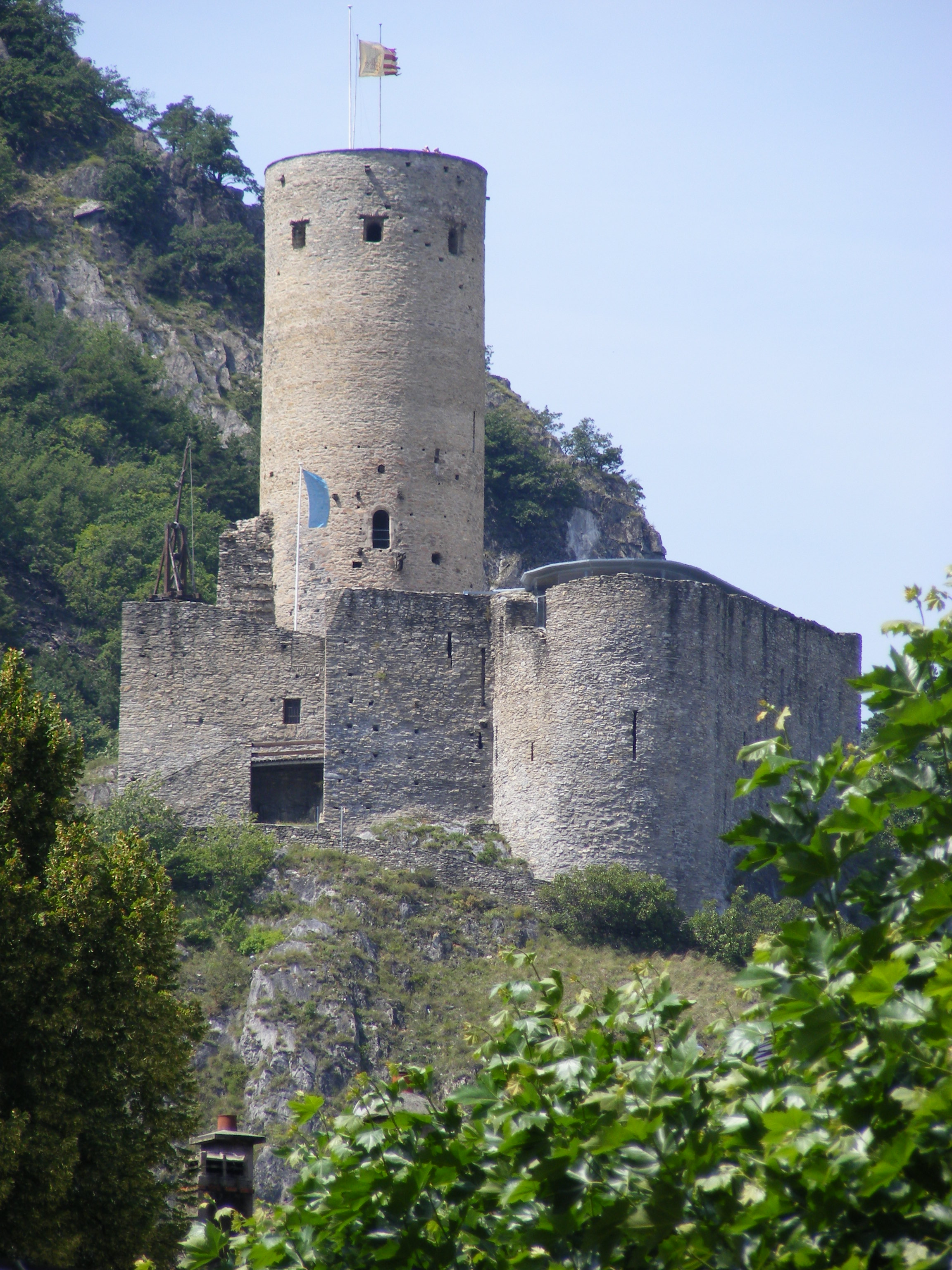
라베티아성
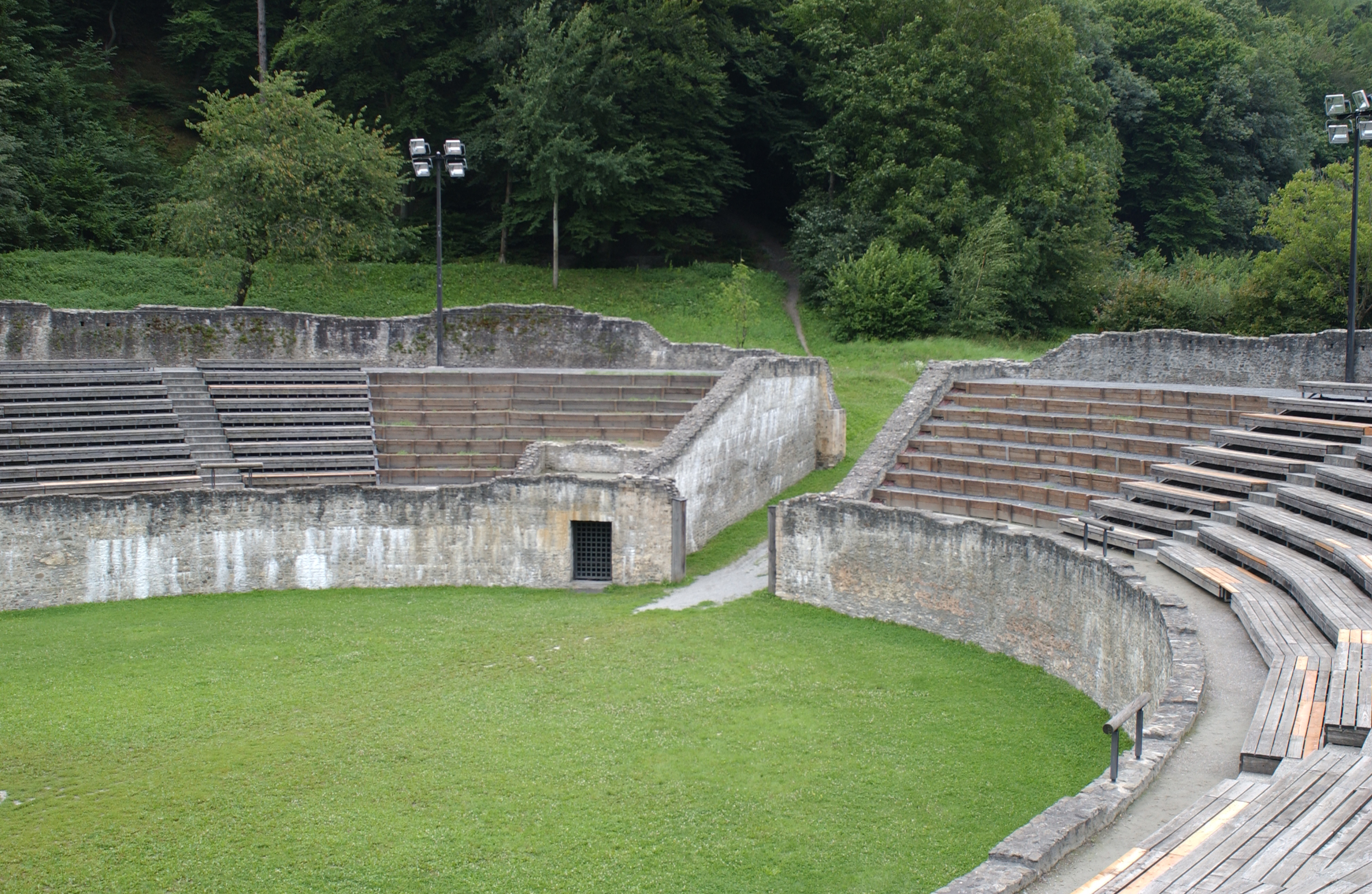
복원된 로마 시대의 원형 극장
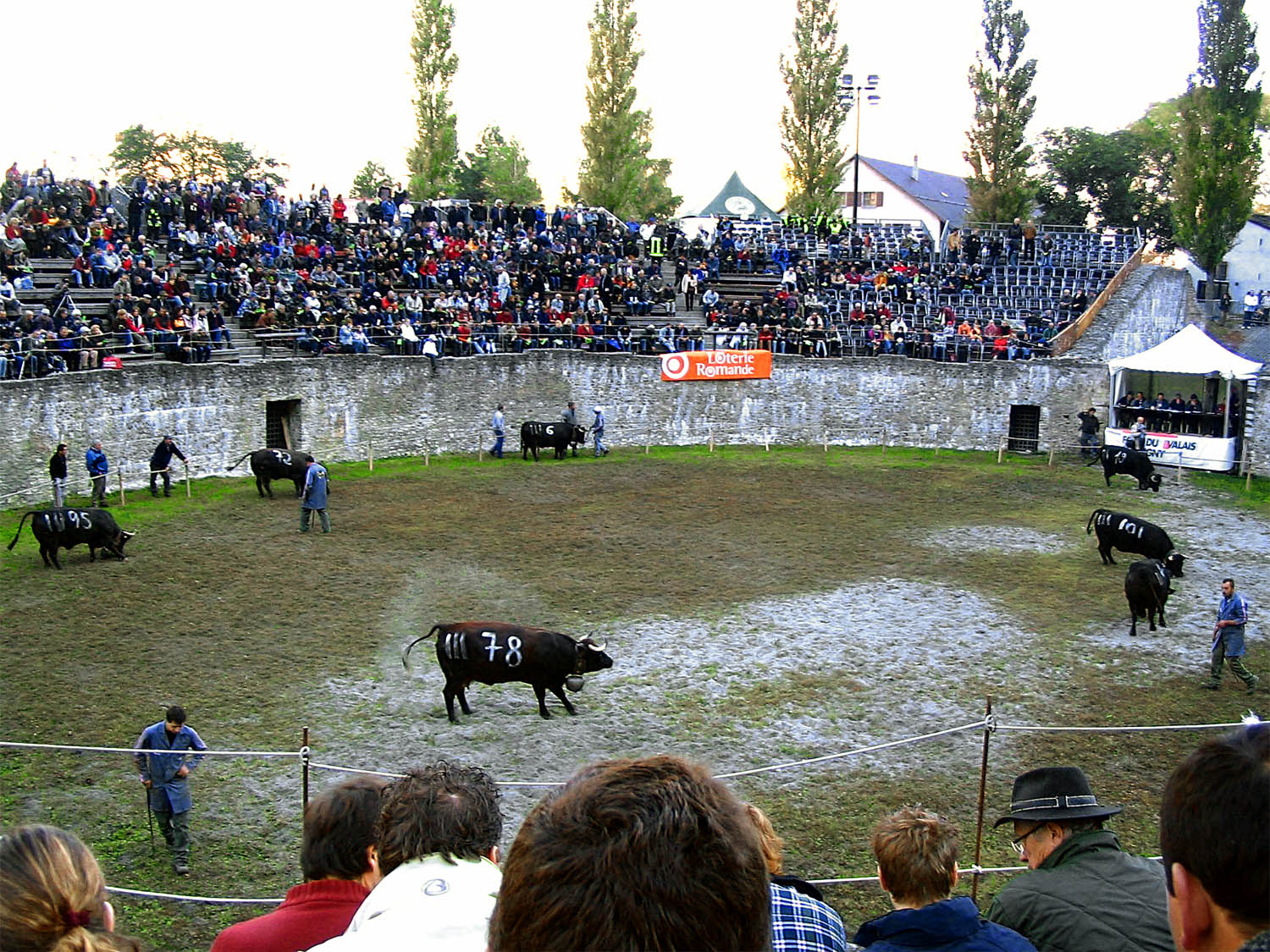
원형경기장의 소싸움

### 문화와 지아나다 박물관
로마인들은 마르티니에 많은 고고학적 유적을 남겼다. 이 도시는 1978년에 복원된 원형 극장으로 유명하다. 초가을에는 "Comptoir"를 위해 원형 극장에서 소싸움이 열린다. 이 도시는 피에르 지아나다 재단 박물관으로 유명하다. 이것은 마르티니에서 가장 중요한 문화 명소이며, 갈로-로마 박물관 외에도 자동차 박물관이 있다. 건물은 로마 유적 위에 지어진 옛 로마 사원의 유적을 중심으로 건설되었다. 재단은 유명한 거장들의 작품으로 매년 3회의 회화 전시회를 개최한다.

## 정치
2007년 연방 선거에서 가장 인기 있는 정당은 37%의 득표율을 기록한 FDP였다. 다음으로 가장 인기 있는 세 정당은 CVP (26.23%), SP (13.5%), SVP (13.39%)였다. 이번 연방 총선에서는 총 5030표가 투표됐고, 투표율은 56.9%였다.
2009년 국무위원 선거에서 총 4,057표가 투표되었으며, 그중 335표 또는 약 8.3%가 무효였다. 유권자의 참여율은 46.4%로 주 평균인 54.67%에 크게 못 미쳤다. 2007년 스위스 상원 선거에서 총 4,947표가 투표되었으며, 그중 412표(약 8.3%)가 무효였다. 투표율은 57.0%로 주 평균 59.88%와 비슷한 수준이다.

## 경제

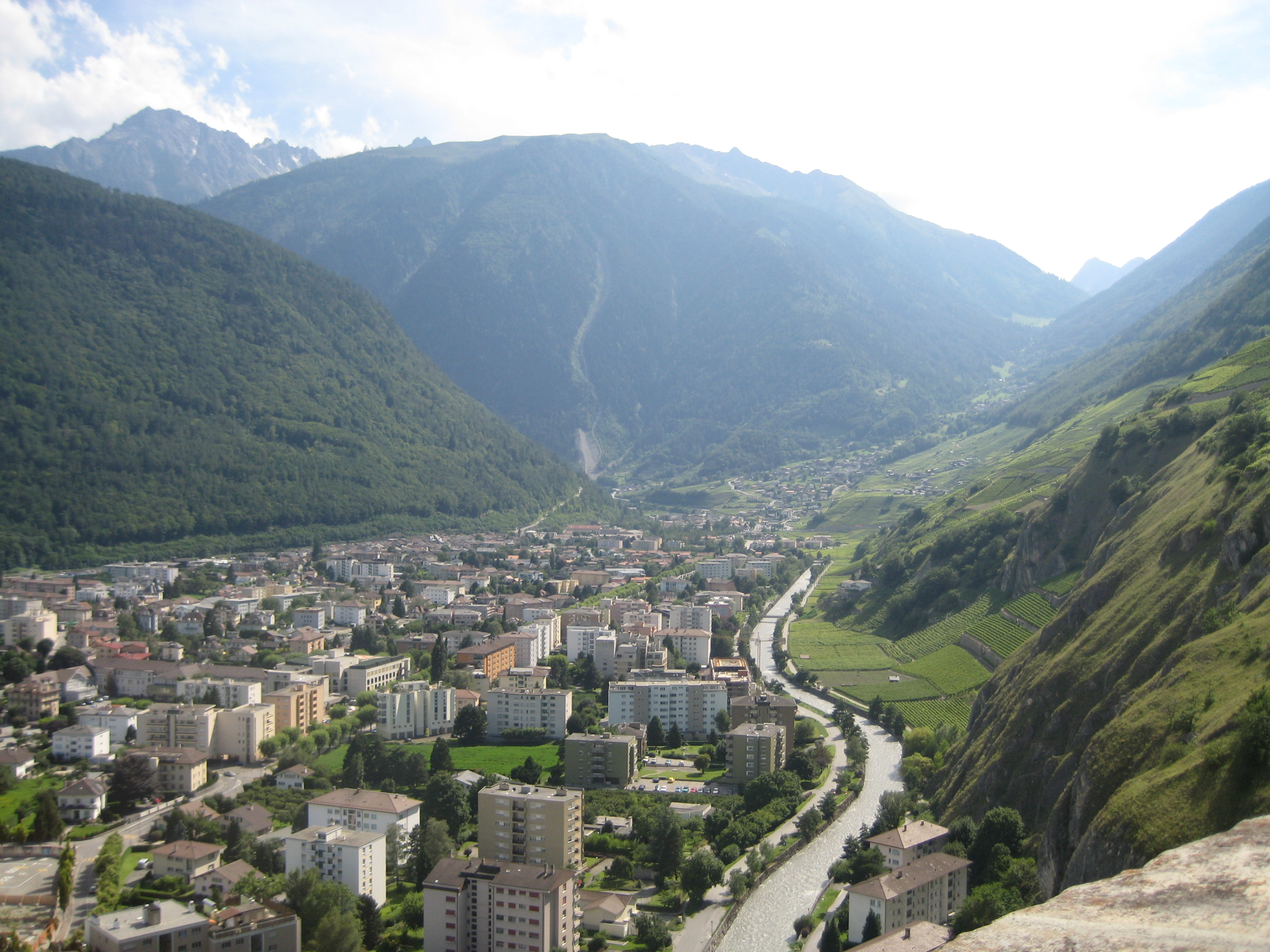
론 계곡의 마르티니

마르티니는 Groupe Mutuel의 본사이자 시계 브랜드 121TIME의 본사이다. 이 도시는 포도원과 과수원, 농작물로 둘러싸여 있다. 비교적 따뜻한 발레주(스위스)의 햇빛은 인접한 언덕과 가파른 비탈에서 자라는 딸기, 살구, 아스파라거스 및 와인 포도 재배에 좋다. 인근 드랑스강은 마르티니가 있는 론 계곡으로 흘러간다.
2010년 기준으로 마르티니의 실업률은 6.5%였다. 2008년 기준으로 1차 경제 부문에 251명이 고용되어 있으며, 이 부문에 약 74개 기업이 참여하고 있다. 2,211명이 2차 부문에 고용되었고, 이 부문에 188개의 기업이 있었다. 7,812명이 3차 부문에 고용되었으며, 이 부문에는 871개의 기업이 있다. 시정촌 주민은 7,227명으로 일정 정도 고용되어 있으며, 그중 여성이 전체 노동력의 44.2%를 차지한다.
2008년에 정규직에 상응하는 총 일자리 수는 8,663개였다. 1차 부문의 일자리 수는 145개였으며, 그중 137개는 농업에, 8개는 임업 또는 목재 생산에 종사했다. 2차 산업의 일자리 수는 2,100개로 그 중 제조업 897개(42.7%), 광업 2개(0.1%), 건설 1,082개(51.5%)였다. 3차 부문의 일자리는 6,418개였다. 3차 부문에서; 1,491개(23.2%)는 도소매 또는 자동차 수리업, 582개(9.1%)는 물품 이동 및 보관, 594(9.3%)는 호텔 또는 레스토랑, 103(103개(1.6%)은 정보 산업), 740 또는 11.5%가 보험 또는 금융 산업, 827 또는 12.9%가 기술 전문가 또는 과학자, 286 또는 4.5%가 교육, 964 또는 15.0%가 의료 분야였다.
2000년 기준 자치단체로 통근한 근로자는 4,424명, 출퇴근자는 2,362명이었다. 지자체는 근로자의 순수입 지자체이며, 1명이 전출할 때마다 약 1.9명의 근로자가 지자체에 들어간다. 근로인구의 10.4%가 대중교통을 이용하여 출퇴근하고, 58.8%가 자가용을 이용하였다.

## 종교
2000년 인구 조사에 따르면 11,089명(77.2%)이 로마 가톨릭 신자이고, 715명(5.0%)이 스위스 개혁 교회에 속해 있다. 나머지 인구 중 정교회 교인은 115명(인구의 약 0.80%), 크리스찬 가톨릭 교회 교인은 13명(약 0.09%)이 있었다. 다른 기독교 교회에 속한 309명(약 2.15%). 유대인은 2명(약 0.01%)이었고, 이슬람교는 696명(또는 인구의 약 4.85%), 불교 29명, 힌두교인 18명과 다른 종교에 속한 13명이 있었다. 769명(인구의 약 5.35%)이 교회에 속하지 않고, 불가지론자 또는 무신론자이며, 745명(인구의 약 5.19%)이 질문에 대답하지 않았다.

## 스포츠
FC 마르티니-스포츠는 마르티니의 축구팀이다.
마르티니는 스위스 리그 아이스하키팀인 HC 레드 아이스가 2017년 여름 파산하기 전까지 홈구장이었다.

## 교육
마르티니에서는 인구의 약 4,520명(31.5%)이 비필수 고등교육을 이수했으며, 1,487명(10.4%)이 추가 고등교육( 대학 또는 응용학문대학)을 마쳤다. 고등교육을 마친 1,487명 중 53.2%가 스위스 남성, 29.3%가 스위스 여성, 11.0%가 비스위스계 남성, 6.5%가 비스위스계 여성이었다.
2000년 기준으로 마르티니에는 835명의 다른 지자체에서 온 학생이 있었고, 502명의 주민은 지자체 외부의 학교에 다녔다.
마르티니에는 발레주 마르티니 미디어 도서관이 있다. 도서관은 (2008년 현재) 57,756권의 책 또는 기타 매체를 보유하고 있으며, 같은 해에 144,524개 항목을 대출했다. 그해에는 주당 평균 22시간씩 총 280일 동안 문을 열었다.

## 교통

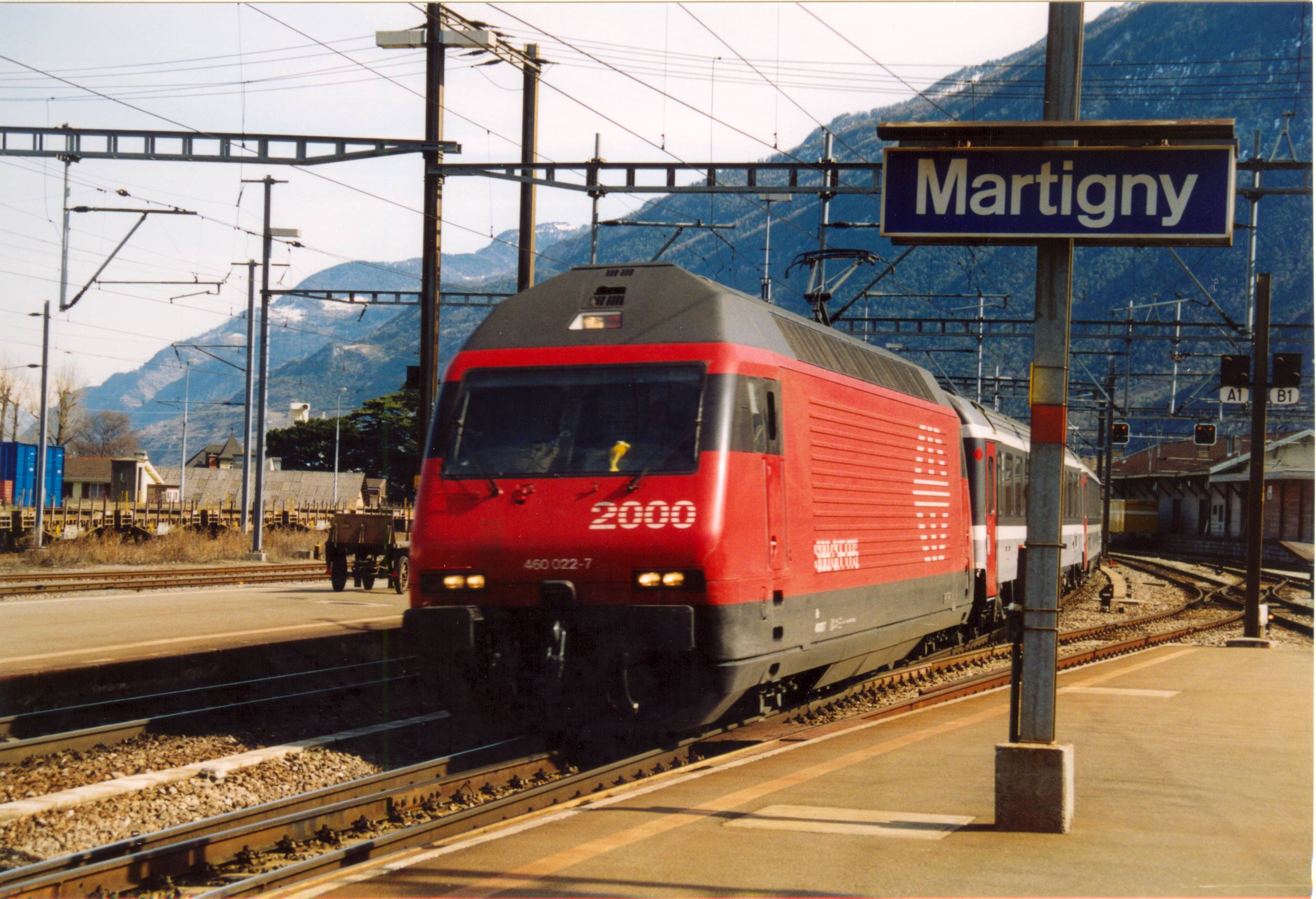
마르티니역

마르티니는 고속 심플론선에 있다. 이탈리아(도모도솔라)와 스위스 남부를 스위스 북동부와 로잔 및 제네바와 연결하는 스위스 연방 철도(SBB)의 노선이다. 그것은 또한 마르티니가 있는 론 계곡의 양쪽에 있는 인근 산으로 올라가는 협궤 철도와 버스 노선의 기원이기도 하다. 철도 노선 하나는 프랑스 샤모니까지 서쪽으로 가서 르 샤틀라르(Le Chatelard) 국경을 넘는다. 다른 철도 노선은 남동쪽으로 샤블과 오르시에르로 간다. 마르티니 지방교통(TMR SA)으로 알려진 지역 교통 기관이 이 서비스와 몽블랑 익스프레(샤모니 행) 및 생베르나르 익스프레스(오르시에르 행)로 알려진 스키 열차를 운영한다. 마르티니의 교통편 덕분에 포 밸리, 포르테스 뒤 솔레이유, 오브론나즈의 겨울 스포츠 지역까지 쉽게 갈 수 있다.
두 개의 원래 철도 회사인 마르티니-오르시에르(MO)와 마르티니-샤틀라르(MC)가 앙트레몽과 트리앙 계곡에 서비스를 제공하기 시작한 지 거의 1세기가 되었다. 1990년에 MO와 MC의 이사회는 공동 경영을 위해 통합하기로 결정했지만, 각 회사는 독립적인 지위를 유지했다. MO를 위한 생베르나르 익스프레스와 MC를 위한 몽블랑 익스프레스 두 가지 새로운 열차가 시작되었다. 나중에 Octodure-Voyages 및 Orsières-Octodure-Transport 회사가 인수되었다. TMRSA는 약 180명의 정규 직원이 있는 이 지역의 중요한 고용주이다.
샤모니의 프랑스 휴양지는 마르티니에서 “몽블랑 익스프레스”의 협궤 트랙을 이용하여 1시간 30분이면 갈 수 있다.